# Henery Șoimul
Henery Șoimul este un personaj fictiv de desene animate din Looney Tunes, ce a apărut în 12 desene. Prima sa apariție a fost The Squawkin' Hawk, regizat de Chuck Jones și produs de Leon Schlesinger. Următoarea apariție a lui Henery a fost Walky Talky Hawky în care au făcut parte de asemenea Foghorn Leghorn și Barnyard Dawg, regizat de Robert McKimson. Ultima apariție a lui Henery a fost Strangled Eggs. Apariția sa finală a fost The Looney Tunes Show.